# Age of Empires II: Definitive Edition
Age of Empires II: Definitive Edition — компьютерная игра в жанре стратегии в реальном времени, разработанная студией Forgotten Empires и выпущенная Xbox Game Studios 14 ноября 2019 года. Является полным ремастером оригинальной игры Age of Empires II: The Age of Kings, приуроченным к двадцатилетию оригинала. Среди ключевых изменений — улучшенная графика, поддержка 4K-разрешения, новая однопользовательская кампания «Последние ханы», и четыре новых цивилизации. Также включает в себя все предыдущие дополнения к оригинальной игре и её HD-переизданию.
После выхода в 2023 году дополнения «Возвращение Рима» фактически также является ремастером оригинальной Age of Empires (1997), из которой была перенесена значительная часть игрового контента (цивилизации, игровой процесс, дизайн уровней).

## Игровой процесс
Геймплей Definitive Edition основывается на оригинальной игре, поэтому основные элементы игрового процесса значительно пересекаются. Ремастер содержит 4K-графику (которая подключается отдельно, при желании игрок может сохранить Ultra HD), улучшенные визуальные эффекты солдат и строений, возможность приближать и отдалять камеру в новом режиме зрителя. Также игра включает в себя новое дополнение «Последние ханы» (англ. The Last Khans), где добавляются кампании «Тамерлан», «Ивайло», «Котян Сутоевич» и «Искусство войны» (расширенное обучение, стилизованное под одноимённый трактат Сунь-цзы), и четыре новых цивилизации: болгары, половцы, литовцы и татары. Игра содержит все предыдущие дополнения к оригинальной игре (The Conquerors) и HD-переизданию (The Forgotten, The African Kingdoms и Rise of the Rajas), однако в ряде игровых кампаний (в частности, Сфорцы, Алариха и Бари) был изменён сценарий, а кампания мифической Эльдорадо (содержавшая фэнтези-элементы) была удалена и заменена на кампанию реальной цивилизации инков под предводительством короля Пачакутека (сходства между историями нет).
У игроков есть возможность выбирать между оригинальным искусственным интеллектом, обновлённым ИИ из HD Edition и новым ИИ, разработанным специально для Definitive Edition. Оригинальный искусственный интеллект должен был прибегать к нечестным приёмам, чтобы игра против него оставалась состязательной, в то время как новый ИИ достаточно продвинут, чтобы не прибегать к подобным вещам. Если установить новый и старый ИИ против друг друга, новый ИИ с лёгкостью одержит победу. Был улучшен алгоритм поиска пути. Игроки получили возможность отдавать очередь приказов рабочим с помощью зажатой клавиши Shift. Фермы восполняются автоматически.

## Выпуск
21 августа 2017 года, на выставке Gamescom, Microsoft анонсировала, что Age of Empires II: Definitive Edition находится в разработке студиями Forgotten Empires, Tantalus Media и Wicked Witch Software. 9 июня 2019 года был опубликован геймплейный трейлер в рамках презентации Xbox на E3 2019. Игра вышла 14 ноября 2019 года. Помимо Steam и Windows Store, игра также была выпущена в Xbox Games Pass.

## Дополнения
26 января 2021 года вышло первое (не считая изначально включённого в основную игру The Last Khans) платное дополнение — «Правители Запада» (англ. «Lords of the West»). Оно добавило в игру две цивилизации: бургундцев и сицилийцев, а также три кампании: «Эдуард Длинноногий», «Династия Готвилей» и «Великие герцоги Запада».
10 августа 2021 года вышло DLC «Рассвет князей» (англ. «Dawn of the Dukes»). С ним были добавлены две цивилизации: богемцы и поляки, а также три кампании: «Ольгерд и Кейстут», «Ядвига» и «Ян Жижка».
28 апреля 2022 года состоялся релиз DLC «Династии Индии» (англ. «Dynasties of India»). Оно добавило в игру три цивилизации: бенгальцы, дравиды и гуджары, а также три кампании: «Бабур», «Раджендра» и «Девапала».
16 мая 2023 года состоялся релиз крупного DLC «Возвращение Рима» (англ. «Return of Rome»). С ним в основной геймплей Age of Empires II: Definitive Edition была добавлена цивилизация римлян, а также отдельный режим, в который перенесена большая часть контента из Age of Empires — все 16 цивилизаций первой части и часть кампаний. Также к ним добавлена одна новая цивилизация — лаквьеты (древний вьетский народ) — и три новые кампании: «Саргон Аккадский», «Пирр Эпирский» и «Траян».
16 октября 2023 года вышло дополнение «Горные королевства» (англ. «The Mountain Royals»). Оно добавило две цивилизации: армяне и грузины, а также три кампании: «Торос Великий», «Тамара» и «Исмаил».
14 марта 2024 года вышло дополнение «Победители и побеждённые» (англ. «Victors and Vanquished»), добавившее в игру несюжетную кампанию из 19 исторических сценариев (в 2025 году был также добавлен 20-й сценарий «Се Ань (383)»), за основу которых были взяты миссии, разработанные модмейкерами:
1. Гейзерих (406);
2. Вортигерн (440);
3. Карл Великий (768);
4. Рагнар (850);
5. Бьёрн Железнобокий (859);
6. Харальд Прекрасноволосый (870);
7. Роберт (921);
8. Оттон (936);
9. Сельджук (985);
10. Карлсефни (1000);
11. Комнин (1081);
12. Стефан (1135);
13. Тэмуджин (1185);
14. Мстислав (1203);
15. Константин XI (1453);
16. Фатих (1453);
17. Симадзу (1545);
18. Нобунага (1551);
19. Дрейк (1572);
20. Се Ань (383).

15 ноября 2024 года состоялся релиз DLC «Хроники: Битва за Грецию» (англ. «Chronicles: Battle for Greece»), которое добавило в игру отдельный режим со сквозной кампанией за Персию, Афины и Спарту, посвящённой греко-персидским войнам.
6 мая 2025 года вышло DLC «Троецарствие» (англ. «The Three Kingdoms»), добавившее в игру пять новых цивилизации: Вэй, Шу, У, чжурчжэни и кидани, а также три новые кампании, посвящённые периоду Троецарствия: «Цао Цао», «Лю Бэй» и «История клана Сунь».

## Критика
Согласно агрегатору рецензий Metacritic, Age of Empires II: Definitive Edition получила «в основном положительные» отзывы критиков, общий рейтинг составил 83/100 на основании 28 рецензий. Кейл Хант из Windows Central похвалил игру за улучшенную графику, анимации и качество изменения управления, но раскритиковал алгоритм поиска пути и указал на необходимость правки баланса.